# Верхосунье (Сунский район)
Верхосунье — село в Сунском районе Кировской области в составе Большевистского сельского поселения.

## География
Находится на расстоянии примерно 13 км на северо-запад по прямой от районного центра поселка Суна.

## История
Известно с 1710 года как погост Верхосунский с 8 дворами и населением 27 душ. В 1764 году в селе (Село Верхосунское Московских Чудотворцев) 70 жителей. В 1873 году в селе учтено дворов 51 и жителей 324, в 1905 45 и 275, в 1926 74 и 275, в 1950 70 и 278, в 1989 проживало 596 человек. Каменная Казанско-Богородицкая церковь построена в 1773 году.

## Население
Постоянное население составляло 417 человек (русские 97 %) в 2002 году, 308 в 2010.